# Фридрих Консилија
Фридрих Консилија (Клагенфурт, 25. фебруар 1948) бивши је аустријски фудбалер.

## Каријера
Током каријере играо је за Андерлехт, Аустрија Беч и многе друге клубове.

## Репрезентација
За репрезентацију Аустрије дебитовао је 1970. године, наступао и на Светском првенству 1978. и 1982. године. За национални тим одиграо је 85 утакмица.

## Статистика
| Аустрија | Аустрија | Аустрија |
| Год.     | Ута.     | Гол.     |
| -------- | -------- | -------- |
| 1970     | 3        | 0        |
| 1971     | 0        | 0        |
| 1972     | 1        | 0        |
| 1973     | 5        | 0        |
| 1974     | 1        | 0        |
| 1975     | 7        | 0        |
| 1976     | 8        | 0        |
| 1977     | 8        | 0        |
| 1978     | 11       | 0        |
| 1979     | 8        | 0        |
| 1980     | 4        | 0        |
| 1981     | 3        | 0        |
| 1982     | 9        | 0        |
| 1983     | 6        | 0        |
| 1984     | 7        | 0        |
| 1985     | 4        | 0        |
| Укупно   | 85       | 0        |